# Мисс Вселенная 1994
Мисс Вселенная 1994 (англ. Miss Universe 1994) — 43-й ежегодный конкурс красоты, проводился 20 мая 1994 года в Philippine International Convention Center, Манила, Филиппины. За победу на нём соревновалось 77 претенденток. Победительницей стала представительница Индии, 18-летняя Сушмита Сен.

## Закулисье

### Место проведения и дата
В октябре 1993 года было анонсировано, что Манила станет городом проведения международного конкурса красоты. Филиппины принимали во второй раз конкурс красоты. Страна рассчитывала заработать 10 миллионов песо от проведения конкурса, а так же от освещения в СМИ. Сумма в размере 150 миллионов песо была взята на расходы из частного сектора, а спонсорами выступили такие компании, как Nestlé, Eastman Kodak и Hertz. Часть ожидаемых спонсорских денег не поступила и недостачу пришлось покрывать за счёт правительства. В разгар нехватки электроэнергии во время проведения конкурса филиппинское правительство пообещало, что в выходные дни, когда будет проходить коронация победительницы, не будет перебоев с электричеством. К середине мая, когда участники уже находились в Маниле, организаторы подтвердили, что им не хватает денег, и они не уверены, что смогут получить прибыль от мероприятия. В мае Комиссия по правам человека выясняла, не была ли полицейская облава на беспризорных детей направлена на улучшение международного имиджа Манилы во время проведения конкурса. Это подверглось критике со стороны победительницы мисс Таиланд, Арея Чамсай, Несмотря на то, что аналогичный инцидент произошел в Таиланде на конкурсе «Мисс Вселенная 1992».
Во время репетиции в день, предшествующий конкурсу, рядом с местом проведения конкурса, где ранее репетировали участницы, взорвалась небольшая самодельная бомба, однако ущерб был минимальным, и никто не пострадал. В результате к охране участниц было привлечено более трёх тысяч филиппинских полицейских, а так же десятки женщин-полицейских, назначенных в качестве личных или групповых телохранителей.
Конкурс подвергся публичной критике со стороны Националистического движения новых женщин, отделения Национального демократического фронта Филиппин, которые утверждали, что он используется для развития секс-туризма. Стоимость мероприятия так же подверглась критике со стороны Конгресса Филиппин, несмотря на то, что она была одобрена президентом Фиделем Рамосом. Светский раут, на котором присутствовали участницы перед финальной трансляцией, пикетировала женская группа, выступавшая против характера конкурса и больших трат.

### Скандал
Обладательница титула «Мисс Малайзия» Лиза Ко, в ходе полемики она принесла публичные извинения от имени своей страны в связи с арестом 1200 филиппинских домработниц в Куала-Лумпур. В результате министр иностранных дел Малайзии Абдулла Ахмад Бадави сделал ей предупреждение, чтобы она больше не делала никаких политических заявлений.
Обладательница титула «Мисс Филиппины» Шарлин Гонсалес получила критику за победу в номинации «Лучший национальный костюм», а судьи — за то, что якобы отдали предпочтение участнице от принимающей страны. «Мисс Британские Виргинские острова» — Делия Джон Баптисте публично заявила, что Гонсалес выиграл награду из-за фаворитизма филиппинцев, а остальные конкурсантки не согласились с таким выбором. «Мисс Венесуэла» — Минорка Меркадо, получила награду за филиппинский костюм «Terno». За ней следуют Словакия, которая также праздновала свой день рождения, и Мисс Мексика, занявшие соответствующие места.

## Результаты

### Места
| Место               | Участница                                                                                                 |
| ------------------- | --- |
| Мисс Вселенная 1994 | - Индия — Сушмита Сен                                                                                     |
| 1-я Вице-мисс       | - Колумбия — Каролина Гомес                                                                               |
| 2-я Вице-мисс       | - Венесуэла — Минорка Меркадо                                                                             |
| Топ-6               | - США — Лу Паркер - Словакия — Сильвия Лакатосова - Филиппины — Шарлин Гонзалес                           |
| Топ-10              | - Италия — Арианна Дэвид - Швеция — Доменик Форсберг - Швейцария — Патриция Фесслер - Греция — Ри Тутунзи |

### Полуфинальные оценки
| \| Страна \| Купальный костюм \| Интервью \| Вечернее платье \| Средний балл \| Топ-6 Финалисток \| \| --------- \| ---------------- \| ---------- \| --------------- \| ------------ \| ---------------- \| \| Колумбия \| 9.638 (3) \| 9.655 (2) \| 9.897 (1)* \| 9.730 (1) \| 9.683 (1) \| \| Венесуэла \| 9.752 (1) \| 9.592 (3) \| 9.843 (2) \| 9.729 (2) \| 9.667 (2) \| \| Индия \| 9.722 (2) \| 9.562 (5) \| 9.792 (3) \| 9.692 (3) \| 9.667 (2) \| \| Словакия \| 9.447 (5) \| 9.668 (1) \| 9.700 (6) \| 9.605 (4) \| 9.467 (5) \| \| Филиппины \| 9.425 (6) \| 9.587 (4) \| 9.720 (4) \| 9.577 (5) \| 9.433 (6) \| \| США \| 9.510 (4) \| 9.478 (6) \| 9.697 (7) \| 9.562 (6) \| 9.540 (4) \| \| Италия \| 9.325 (7) \| 9.378 (8) \| 9.708 (5) \| 9.470 (7) \| \| \| Швеция \| 9.078 (10) \| 9.423 (7) \| 9.643 (8) \| 9.381 (8) \| \| \| Швейцария \| 9.197 (9) \| 9.298 (9) \| 9.623 (9) \| 9.373 (9) \| \| \| Греция \| 9.288 (8) \| 9.027 (10) \| 9.618 (10) \| 9.311 (10) \| \| | Победительница 1-я Вице-мисс 2-я Вице-мисс Топ-6 Финалисток Топ-10 Полуфиналисток (#) Ранг в каждом туре конкурса |            |                 |              |                  |
| Страна | Купальный костюм                                                                                                  | Интервью   | Вечернее платье | Средний балл | Топ-6 Финалисток |
| Колумбия | 9.638 (3) | 9.655 (2)  | 9.897 (1)*      | 9.730 (1)    | 9.683 (1)        |
| Венесуэла | 9.752 (1) | 9.592 (3)  | 9.843 (2)       | 9.729 (2)    | 9.667 (2)        |
| Индия | 9.722 (2) | 9.562 (5)  | 9.792 (3)       | 9.692 (3)    | 9.667 (2)        |
| Словакия | 9.447 (5) | 9.668 (1)  | 9.700 (6)       | 9.605 (4)    | 9.467 (5)        |
| Филиппины | 9.425 (6) | 9.587 (4)  | 9.720 (4)       | 9.577 (5)    | 9.433 (6)        |
| США | 9.510 (4) | 9.478 (6)  | 9.697 (7)       | 9.562 (6)    | 9.540 (4)        |
| Италия | 9.325 (7) | 9.378 (8)  | 9.708 (5)       | 9.470 (7)    |                  |
| Швеция | 9.078 (10) | 9.423 (7)  | 9.643 (8)       | 9.381 (8)    |                  |
| Швейцария | 9.197 (9) | 9.298 (9)  | 9.623 (9)       | 9.373 (9)    |                  |
| Греция | 9.288 (8) | 9.027 (10) | 9.618 (10)      | 9.311 (10)   |                  |

(*) Самый результативный балл в истории Мисс Вселенная

### Special awards
| Награда                    | Победительница                   |
| -------------------------- | -------------------------------- |
| Лучший национальный костюм | - Филиппины — Шарлин Гонсалес    |
| Мисс Конгениальность       | - Намибия — Барбара Кахатджипара |
| Мисс Фотогеничность        | - Венесуэла — Минорка Меркадо    |

### Топ
| 1. Индия 2. Венесуэла 3. Греция 4. Швейцария 5. США 6. Италия 7. Швеция 8. Словакия 9. Филиппины 10. Колумбия | 1. Колумбия 2. Словакия 3. Филиппины 4. Индия 5. Венесуэла 6. США 1. Венесуэла 2. Индия 3. Колумбия |

## Конкурс

### Формат
До начала финальной телепередачи все участницы участвовали в предварительных конкурсах, включая национальный костюм и дефиле, которые проходили в «Araneta Coliseum», выход в купальниках и вечерних платьях во время предварительного конкурса, который проходил на главной площадке, вPhilippine International Convention Center. Они также участвовали в интервью с судьями.
Во время финального конкурса десять полуфиналисток соревновались в купальниках, вечерних платьях и интервью. Шесть из них приняли участие в финальном раунде интервью на сцене и были отобраны в тройку лидеров, после чего были объявлены победительницы и названа новая Мисс Вселенная.

### Судьи
- Карлос Артуро Запата – Модельер
- Флоренс ЛаРу –  Актриса, певица и обладательница Грэмми
- Ричард Далтон – парикмахер
- Бела Кво — актриса обладательница Грэмми
- Эмилио Т. Яп – Китайско-филиппинский магнат
- Стефани Бичем — Английская актриса телевидения, радио, кино и театра
- Йонас МакКорд – Американский писатель и режиссёр
- Мона Грудт – победительница Мисс Вселенная 1990

## Участницы
| Страна/Территория                   | Участница                 | Возраст | Родной город/регион   |
| ----------------------------------- | ------------------------- | ------- | --------------------- |
| Аргентина                           | Соланж Маньяно            | 22      | Санта-Фе              |
| Аруба                               | Александра Очоа           | 18      | Ораньестад            |
| Австралия                           | Мишель ван Эймерен        | 22      | Брисбен               |
| Багамские Острова                   | Мека Ноулз                | 18      | Нассау                |
| Бельгия                             | Кристель Роландтс         | 19      | Варем                 |
| Боливия                             | Сесилия О'Коннор-д'Арлах  | 23      | Ла-Пас                |
| Бразилия                            | Валерия Мело Перис        | 23      | Коншал                |
| Виргинские Острова (Великобритания) | Делия Джон Баптист        | 18      | Род-Таун              |
| Болгария                            | Невена Маринова           | 20      | София                 |
| Канада                              | Сюзанна Ротфос            | 18      | Досон-Крик            |
| Острова Кайман                      | Одри Эбэнкс               | 20      | Большой Кайман        |
| Чили                                | Констанца Барбьери        | 18      | Сантьяго              |
| Колумбия                            | Каролина Гомес            | 19      | Богота                |
| Острова Кука                        | Лейлани Браун             | 18      | Раротонга             |
| Коста-Рика                          | Ясмин Камачо              | 23      | Сан-Хосе              |
| Кюрасао                             | Джасмин Клифтон           | 26      | Виллемстад            |
| Кипр                                | Мария Василиу             | 19      | Никосия               |
| Дания                               | Гитте Андерсен            | 25      | Копенгаген            |
| Доминиканская Республика            | Велька Валенсуэла         | 21      | Консепсион-де-ла-Вега |
| Эквадор                             | Мафальда Арболеда         | 18      | Гуаякиль              |
| Египет                              | Гада Эль-Салем            | 20      | Каир                  |
| Сальвадор                           | Клаудия Мендес            | 22      | Сан-Сальвадор         |
| Эстония                             | Ева-Мария Лаан            | 19      | Таллин                |
| Финляндия                           | Хенна Мериляйнен          | 19      | Тохмаярви             |
| Франция                             | Валери Клейсс             | 21      | Сен-Назер             |
| Германия                            | Таня Уайлд                | 21      | Баден-Вюртемберг      |
| Великобритания                      | Микаэла Пайк              | 22      | Кент                  |
| Греция                              | Реа Тоутунзи              | 20      | Афины                 |
| Гуам                                | Кристина Перес            | 20      | Хагатна               |
| Гватемала                           | Катя Шенштедт             | 20      | Гватемала             |
| Гондурас                            | Джем Хейлок               | 23      | Гуанаха               |
| Гонконг                             | Хойан Мок                 | 24      | Гонконг               |
| Венгрия                             | Сильвия Фориан            | 21      | Карцаг                |
| Исландия                            | Сваля Бьёрк Арнардоттир   | 18      | Рейкьявик             |
| Индия                               | Сушмита Сен               | 18      | Нью-Дели              |
| Ирландия                            | Памела Флад               | 22      | Дублин                |
| Израиль                             | Равит Яркони              | 21      | Гиватаим              |
| Италия                              | Арианна Дэвид             | 20      | Рим                   |
| Ямайка                              | Анжели Мартин             | 19      | Сент-Джеймс           |
| Япония                              | Чиаки Кавахито            | 21      | Токио                 |
| Люксембург                          | Сэнди Вагнер              | 20      | Люксембург            |
| Малайзия                            | Лайза Кох                 | 20      | Куала-Лумпур          |
| Мальта                              | Паола Камиллери           | 19      | Флёр-де-Лис           |
| Маврикий                            | Вивека Бабаджи            | 20      | Порт-Луи              |
| Мексика                             | Фабиола Перес             | 18      | Чиуауа                |
| Намибия                             | Барбара Кахатджипара      | 21      | Виндхук               |
| Нидерланды                          | Irene van der Laar        | 25      | Лейден                |
| Новая Зеландия                      | Никола Брайти             | 21      | Окленд                |
| Нигерия                             | Сюзан Харт                | 18      | Бенуэ                 |
| Северные Марианские Острова         | Элизабет Томокане         | 21      | Сайпан                |
| Норвегия                            | Каролина Саетр            | 18      | Мёре-ог-Ромсдал       |
| Панама                              | Мария София Веласкес      | 23      | Панама                |
| Парагвай                            | Лилиана Гонсалес          | 23      | Асунсьон              |
| Перу                                | Карина Кальмет            | 24      | Ла-Молина             |
| Филиппины                           | Шарлин Гонсалес           | 20      | Кесон-Сити            |
| Польша                              | Джоанна Брыкчиньска       | 21      | Западная Померания    |
| Португалия                          | Моника Перейра            | 20      | Лиссабон              |
| Пуэрто-Рико                         | Бренда Роблес             | 18      | Исабела               |
| Китайская Республика                | Джоанн Ву                 | 25      | Тайбэй                |
| Румыния                             | Михаэла Чиолаку           | 20      | Бухарест              |
| Россия                              | Инна Зобова               | 20      | Химки                 |
| Сингапур                            | Алиен Сан                 | 21      | Сингапур              |
| Словакия                            | Сильвия Лакатошова        | 20      | Братислава            |
| Республика Корея                    | Коонъ Сун Ёунъ            | 21      | Сеул                  |
| Испания                             | Ракель Родригес           | 20      | Кордова               |
| Шри-Ланка                           | Нушара Прамали            | 19      | Коломбо               |
| Свазиленд                           | Никола Смит               | 20      | Мбабане               |
| Швеция                              | Доменик Форсберг          | 25      | Кируна                |
| Швейцария                           | Патриция Фэсслер          | 19      | Цюрих                 |
| Таиланд                             | Арея Чамсай               | 22      | Бангкок               |
| Тринидад и Тобаго                   | Лорка Гэтклифф            | 24      | Порт-оф-Спейн         |
| Турция                              | Бану Услур                | 19      | Стамбул               |
| Теркс и Кайкос                      | Юлис Уолкин               | 23      | Провиденсьялес        |
| США                                 | Лу Паркер                 | 26      | Чарлстон              |
| Уругвай                             | Леонора Дибуэно           | 27      | Монтевидео            |
| Венесуэла                           | Минорка Меркадо           | 22      | Каракас               |
| Зимбабве                            | Иветта Д'Альмейда - Чакры | 22      | Хараре                |